# Günter Fork

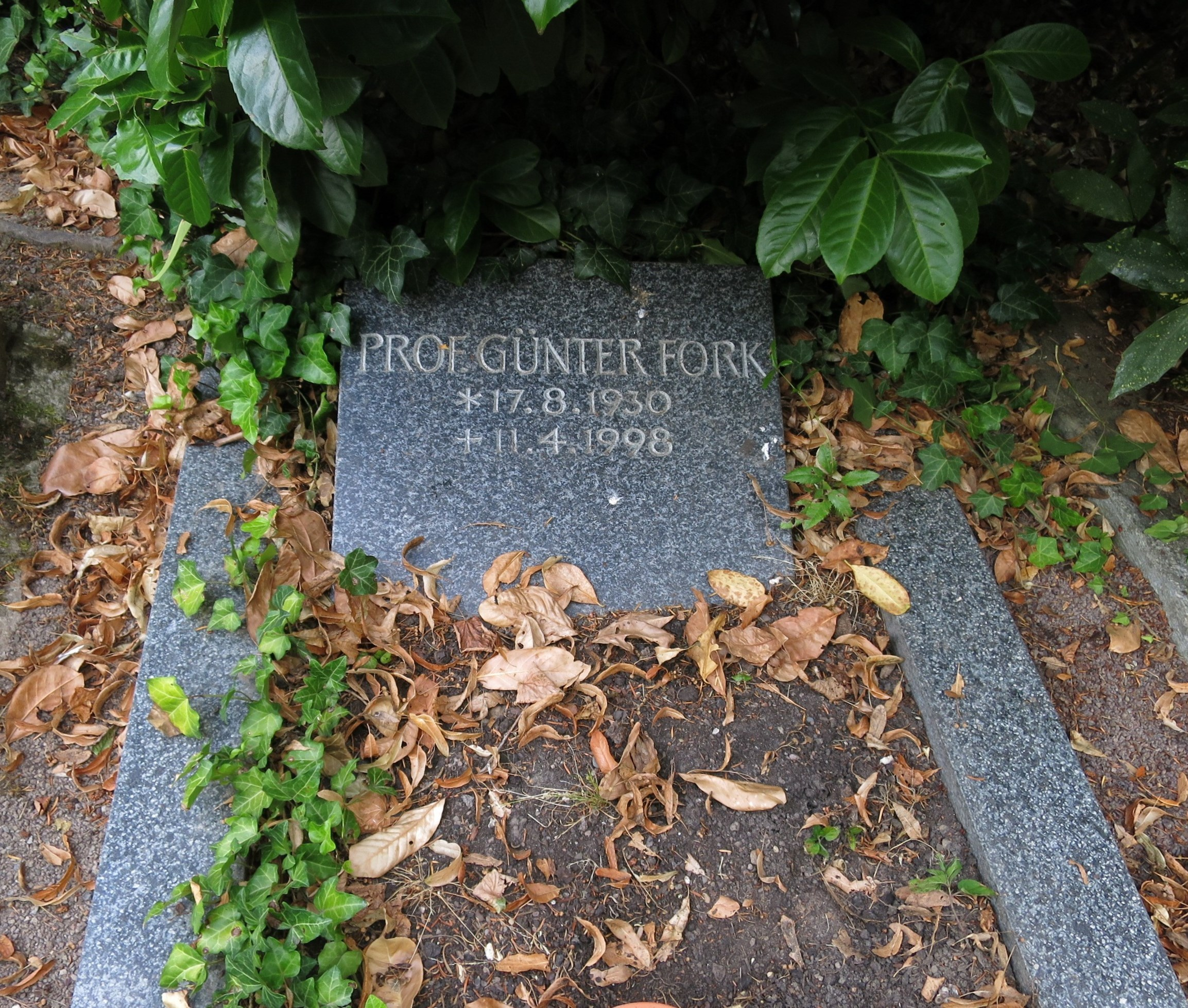
Grab Günter Fork

Günter Fork (* 17. August 1930 in Duisburg; † 11. April 1998) war ein deutscher Komponist und Hochschullehrer.
Fork lehrte als Professor für Musiktheorie an der Hochschule für Musik Köln. Sein Lehrbuch für Partiturspiel, welches von Wolfgang Stockmeier in der Fachzeitschrift Forum Kirchenmusik rezensiert wurde, ist neben dem älteren Werk von Heinrich Creuzburg Standardwerk in der Ausbildung von Kapellmeistern und Kirchenmusikern.
Fork starb 1998 im Alter von 67 Jahren und wurde auf dem Kölner Friedhof Melaten (Flur 26 (Y)) beerdigt.

## Kompositionen (Auswahl)
- 6 Choralpartiten für Orgel.
- Konzert: für Orgel, Streichorchester, Trompeten u. Pauken. 1971.
- Introduktion, Capriccio und Hymnus für Kontrabass und Orgel. 1988.
- Kazone, Fuge, und Madrigal für Posaune und Orgel. 1990.
- Meditationen für Flöte und Orgel. 1996.

## Veröffentlichungen
- Schule des Partiturspiels. 2 Bände. Möseler, Wolfenbüttel 1980 (eingeschränkte Vorschau in der Google-Buchsuche) u. 1982 (eingeschränkte Vorschau in der Google-Buchsuche).

## Schüler
- Holger Hantke[3]
- Wolfgang Siegenbrink
- Lutz-Werner Hesse
- Thomas Schmidt (Kirchenmusiker)